# Indywidualne Mistrzostwa Europy Juniorów na Żużlu 2003
Indywidualne Mistrzostwa Europy Juniorów na Żużlu 2003 – cykl zawodów żużlowych, mających wyłonić najlepszych zawodników indywidualnych mistrzostw Europy juniorów do 19 lat w sezonie 2003. W finale zwyciężył Duńczyk Kenneth Bjerre.

## Finał
- Pocking, 20 września 2003

| Msc. | Zawodnik             | Kraj    | Pkt   |             |  |
| ---- | -------------------- | ------- | ----- | ----------- |  |
| 1    | Kenneth Bjerre       | Dania   | 15    | (3,3,3,3,3) |  |
| 2    | Janusz Kołodziej     | Polska  | 13 +3 | (2,3,3,3,2) |  |
| 3    | Antonio Lindbäck     | Szwecja | 13 +2 | (2,3,3,2,3) |  |
| 4    | Fredrik Lindgren     | Szwecja | 11    | (3,d,2,3,3) |  |
| 5    | Marcin Rempała       | Polska  | 9     | (3,3,2,1,0) |  |
| 6    | Mirosław Jabłoński   | Polska  | 8     | (2,2,2,0,2) |  |
| 7    | Sebastian Aldén      | Szwecja | 7     | (3,0,1,3,0) |  |
| 8    | Fritz Wallner        | Austria | 7     | (u,1,3,2,1) |  |
| 9    | Matthias Schultz     | Niemcy  | 7     | (1,2,w,2,2) |  |
| 10   | Eric Andersson       | Szwecja | 6     | (2,2,0,0,2) |  |
| 11   | Paweł Hlib           | Polska  | 5     | (0,d,1,1,3) |  |
| 12   | Krzysztof Buczkowski | Polska  | 5     | (1,2,1,1,u) |  |
| 13   | Luboš Tomíček        | Czechy  | 5     | (1,1,1,1,1) |  |
| 14   | Adrian Miedziński    | Polska  | 3     | (1,0,0,2,u) |  |
| 15   | Maksim Kalimullin    | Rosja   | 3     | (0,1,2,0,0) |  |
| 16   | Martin Smolinski     | Niemcy  | 2     | (d,1,0,0,1) |  |

## Bieg po biegu
1. Lindgren, Kołodziej, Buczkowski, Hlib
2. Aldén, Jabłoński, Miedziński, Kalimullin
3. Rempała, Andersson, Schultz, Smolinski (d2)
4. Bjerre, Lindbäck, Tomíček, Wallner (u)
5. Kołodziej, Schultz, Wallner, Miedziński
6. Lindbäck, Jabłoński, Smolinski, Hlib (d2)
7. Bjerre, Andersson, Kalimullin, Lindgren (d2)
8. Rempała, Buczkowski, Tomíček, Aldén
9. Kołodziej, Jabłoński, Tomíček, Andresson
10. Bjerre, Rempała, Hlib, Miedziński
11. Lindbäck, Lindgren, Aldén, Schultz (w/u)
12. Wallner, Kalimullin, Buczkowski, Smolinski
13. Kołodziej, Lindbäck, Rempała, Kalimullin
14. Aldén, Wallner, Hlib, Andersson
15. Lindgren, Miedziński, Tomíček, Smolinski
16. Bjerre, Schultz, Buczkowski, Jabłoński
17. Bjerre, Kołodziej, Smolinski, Aldén
18. Hlib, Schultz, Tomíček, Kalimullin
19. Lindgren, Jabłoński, Wallner, Rempała
20. Lindbäck, Andersson, Miedziński (u), Buczkowski (u)
21. Bieg o miejsca 2-3: Kołodziej, Lindbäck